# Mercedes-AMG F1 W11 EQ Performance
Chronologie des modèles (2020)
Mercedes-AMG F1 W10 EQ Power+ Mercedes-AMG F1 W12 E Performance
La Mercedes-AMG F1 W11 EQ Performance est la monoplace de Formule 1 engagée par l'écurie Mercedes Grand Prix dans le cadre du championnat du monde de Formule 1 2020. Elle est pilotée par le Britannique Lewis Hamilton et par le Finlandais Valtteri Bottas. Mercedes est champion du monde des constructeurs six fois consécutivement et Lewis Hamilton est le champion en titre. 
Conçue par les ingénieurs James Allison et Geoff Willis, la W11 EQ Performance est présentée le 14 février 2020 sur le circuit de Silverstone en Angleterre. Dans le contexte du combat de Lewis Hamilton contre le racisme et pour plus de diversité dans son sport, autour du mouvement Black Lives Matter, la Mercedes W11 est peinte en noir.

## Création de la monoplace

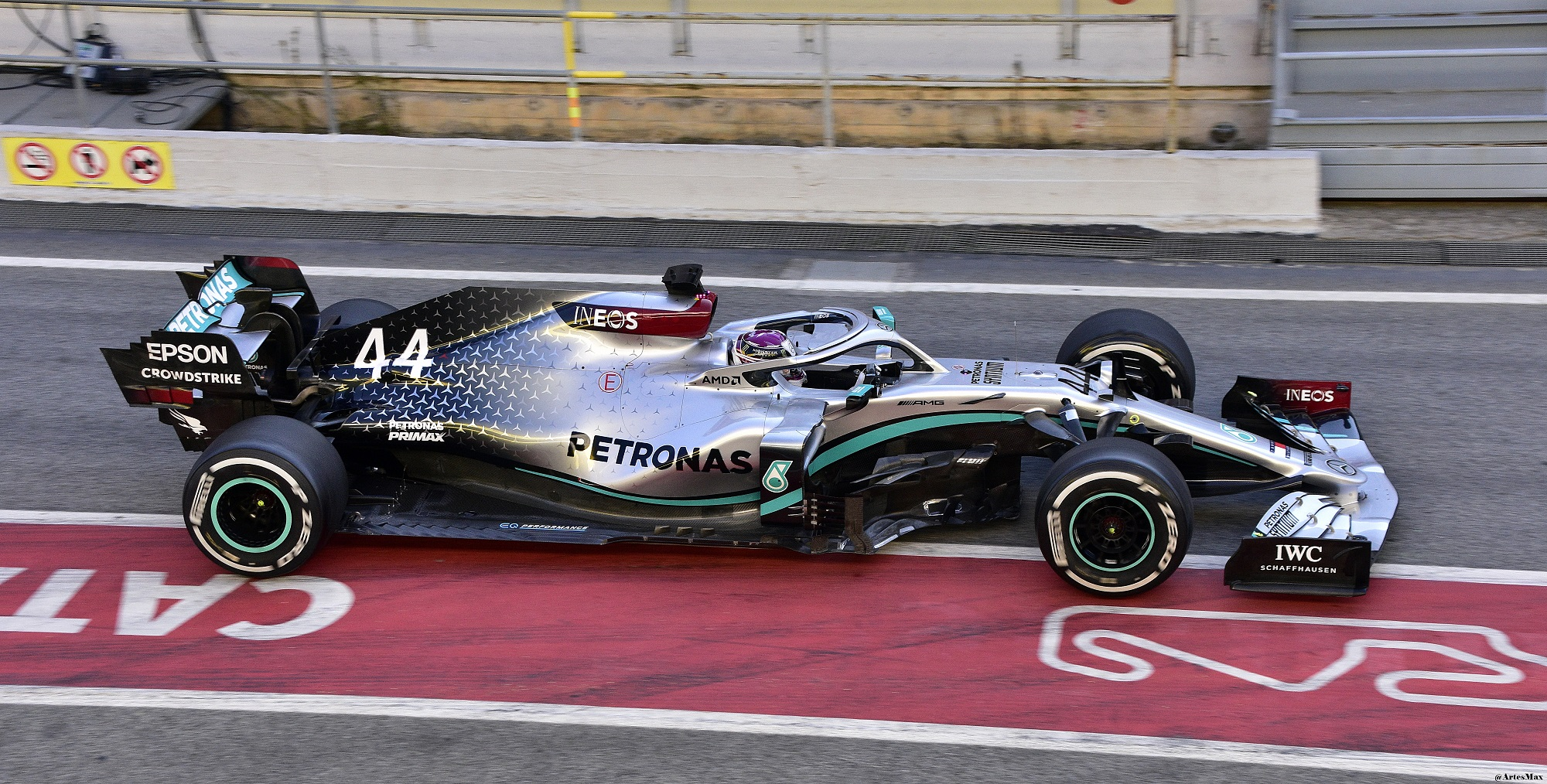
La W11 dans sa livrée originelle, durant les essais de pré-saison à Barcelone.

La W11 est une monoplace à propulsion arrière avec une structure monocoque en polymère renforcé de fibres de carbone. Outre la structure monocoque, de nombreuses autres parties du véhicule, notamment les panneaux de carrosserie et le volant, sont en PRFC. Les disques de frein sont également constitués d'un matériau composite renforcé de fibre de carbone.
La W11 est le modèle successeur de la W10 EQ Power+.
La W11 est propulsée par un moteur V6 PU106A central de 1,6 litre turbocompressé de Mercedes, ainsi que par un moteur électrique de 120 kW. La boîte de vitesses séquentielle de la voiture comporte huit vitesses. Le changement de vitesse est déclenché par des palettes de changement de vitesse au volant. L'embrayage, qui n'est utilisé qu'au démarrage à l'arrêt, est actionné par un levier sur le volant.
La largeur du véhicule est de 2 m, la largeur des essieux avant et arrière est de 1,60 m et la hauteur de 950 mm. L'aileron avant a une largeur de 2 m, l'aileron arrière de 1, 050 m et une hauteur de 820 mm. Le diffuseur a une hauteur totale de 175 mm et une largeur de 1, 050 m. La voiture est équipée de pneus avant de 305 mm de large et de pneus arrière de 405 mm de large montés sur des roues de 13 pouces.
La W11 dispose d'un système de réduction de la traînée activé avec un interrupteur sur le volant de la voiture. Elle est équipée d'un halo.

## Polémique du Dual Axis Steering
Lors de la deuxième journée de tests de pré-saison à Barcelone, Mercedes inaugure le volant à double axe (Dual Axis Steering ou DAS) qui permet au pilote, en le poussant ou en le tirant, de régler le parallélisme des pneus avant de la voiture, lors des entrée et sortie de virage, de manière à garder les pneus à température optimale. L'équipe se déclare confiante sur la légalité de ce dispositif.
À l'issue de la première séance d'essais libres du Grand Prix automobile d'Autriche, Red Bull Racing porte officiellement réclamation contre les Mercedes-AMG F1 W11 EQ Performance de Lewis Hamilton et Valtteri Bottas à la suite de leur utilisation de la direction à double axe. Christian Horner précise qu'il a souhaité porter réclamation dès le vendredi afin de ne pas entacher les résultats des qualifications ou de la course. Red Bull insinue que la direction à double axe a une influence aérodynamique non autorisée par l'article 3.8 du règlement technique, ainsi qu'une action sur la géométrie de la suspension alors que la voiture roule selon l'article 10.2.3. La FIA ayant jugé le système légal, les commissaires sportifs pourraient se déclarer inaptes à trancher et l'affaire soit reportée,,,.
Cinq heures après la réclamation de Red Bull contre le Dual Axis Steering de Mercedes, la FIA rend son verdict qui confirme la validité du système (qu'elle avait accepté une première fois il y a plusieurs mois). Mercedes a déclaré que le système n'a aucune influence directe sur la suspension elle-même de la voiture (puisqu'il s’agit d'une pièce jouant sur la direction), et qu'il n'affecte la géométrie des roues que comme le fait le volant dans n'importe quelle situation. Les commissaires jugent que le Dual Axis Steering : « permet au pilote d'ajuster l'angle d'ouverture des roues avant par un mouvement longitudinal du volant sur la colonne de direction. Le volant a deux degrés de liberté qui agissent indépendamment et ajustent l’ouverture. Le DAS est hydraulique, comme tout système conventionnel de direction en Formule 1, mais reste sous le contrôle du pilote tout le temps. Physiquement, il est intégré au système conventionnel de direction de la voiture. » Considéré à la fois comme un élément de direction inclus à l'ensemble du volant et ne modifiant pas les suspensions de manière illégale, il bénéficie : « des exceptions implicites à certaines règles sur la suspension applicables à la direction. » Malgré deux décisions de la fédération en faveur du DAS, Red Bull peut encore faire appel de ce jugement,,. À partir de 2021, le DAS sera interdit.

## Livrée et sponsoring
Lors de sa présentation, des essais de pré-saison et lors de l'ouverture prévue de la saison, en Australie, la W11 est peinte en argent avec des rayures cyan dues au sponsor principal Petronas et des touches de couleur rouge.
Après le meurtre de George Floyd le 25 mai 2020, Lewis Hamilton se fait le héraut de la cause Black Lives Matter et demande à Mercedes de peindre ses voitures en noir,. La citation« End Racism » est inscrite sur le halo. Toto Wolff explique : « C'est une déclaration claire que nous sommes opposés au racisme et à toutes formes de discrimination. »

## Pilotes
Mercedes concourt avec Valtteri Bottas et Lewis Hamilton. Après le Grand Prix automobile de Bahreïn, Hamilton, testé positif au COVID-19, n'est pas autorisé à prendre le départ du Grand Prix automobile de Sakhir ; il est remplacé par le pilote Williams, George Russell,.

## La monoplace de Formule 1 la plus rapide du monde
Lewis Hamilton réalise la pole position du Grand Prix d'Italie à la vitesse moyenne de 264,363 km/h ; il réalise le tour le plus rapide de l'histoire de la Formule 1, battant ainsi le précédent record, établi par Kimi Raïkkönen au Grand Prix d'Italie 2018 (263,588 km/h) ; Valtteri Bottas, deuxième des qualifications bat lui aussi le précédent record de Räikkönen (264,132 km/h),.
Les voitures de Hamilton et Bottas sont données pour une puissance maximale 1 022 et 1 020 chevaux.

## Résultats en championnat du monde de Formule 1
| Saison | Écurie                                 | Moteur                                                | Pneus   | Pilotes         | Courses | Courses | Courses | Courses | Courses | Courses | Courses | Courses | Courses | Courses | Courses | Courses | Courses | Courses | Courses | Courses | Courses | Points inscrits | Classement |
| Saison | Écurie                                 | Moteur                                                | Pneus   | Pilotes         | 1       | 2       | 3       | 4       | 5       | 6       | 7       | 8       | 9       | 10      | 11      | 12      | 13      | 14      | 15      | 16      | 17      | Points inscrits | Classement |
| ------ | -------------------------------------- | ----------------------------------------------------- | ------- | --------------- | ------- | ------- | ------- | ------- | ------- | ------- | ------- | ------- | ------- | ------- | ------- | ------- | ------- | ------- | ------- | ------- | ------- | --------------- | ---------- |
| 2020   | Mercedes-AMG Petronas Formula One Team | Mercedes-AMG V6 turbo hybride F1 M11 Performance 1.6L | Pirelli |                 | AUT     | STY     | HON     | GBR     | 70e     | ESP     | BEL     | ITA     | TOS     | RUS     | EIF     | POR     | EMI     | TUR     | BAH     | SAK     | ABU     | 573             | Champion   |
| 2020   | Mercedes-AMG Petronas Formula One Team | Mercedes-AMG V6 turbo hybride F1 M11 Performance 1.6L | Pirelli | Lewis Hamilton  | 4e      | 1er     | 1er     | 1er     | 2e      | 1er     | 1er     | 7e      | 1er     | 3e      | 1er     | 1er     | 1er     | 1er     | 1er     | Forf.   | 3e      | 573             | Champion   |
| 2020   | Mercedes-AMG Petronas Formula One Team | Mercedes-AMG V6 turbo hybride F1 M11 Performance 1.6L | Pirelli | Valtteri Bottas | 1er     | 2e      | 3e      | 11e     | 3e      | 3e      | 2e      | 5e      | 2e      | 1er     | Abd.    | 2e      | 2e      | 14e     | 8e      | 8e      | 2e      | 573             | Champion   |
| 2020   | Mercedes-AMG Petronas Formula One Team | Mercedes-AMG V6 turbo hybride F1 M11 Performance 1.6L | Pirelli | George Russell  |         |         |         |         |         |         |         |         |         |         |         |         |         |         |         | 9e      |         | 573             | Champion   |

Légende : ici 